# Beta Columbae
Beta Columbae (β Columbae, β Col) este a doua cea mai strălucitoare stea din constelația Porumbelul. Tradițional are denumirea Wezn (sau Wazn), din cuvântul arab وزن "greutate". Are o magnitudine aparentă de 3,1, fiind suficient de luminoasă pentru a fi văzută cu ochiul liber chiar dintr-un oraș. Se află la o distanță de aproximativ 87,2 ani-lumină (26,7 parseci) de Pământ.